# Mark Oliver Everett
Mark Oliver Everett, známý také pod uměleckým jménem E (* 10. dubna 1963 Virginie), je americký zpěvák, skladatel, hudebník a frontman americké rockové skupiny Eels. V jeho písních se objevují témata jako smrt, osamělost, rozvod, dětská nevinnost, deprese a neopětovaná láska. Často v nich vychází z vlastních zkušeností.

## Kariéra
V roce 1987 se přestěhoval z rodné Virginie do Los Angeles, kde se začal věnovat hudbě a psaní písní. Od roku 1991 vystupoval pod přezdívkou E a později vydává své první studiová alba A Man Called E (1992) a Broken Toy Shop (1993).
V roce 1995 založil rockovou hudební skupinu Eels. V kapele se často mění obsazení a Everett je tak jediným stálým členem. Za svoji historii skupina vydala patnáct studiových alb.
Několik jeho písní se objevilo ve filmech. Jedná se například o filmy Americká krása („Cancer for the Cure“), Vřískot 2 („Your Lucky Day in Hell“), Grinch („Christmas is Going to the Dogs“), Díry („Eyes Down“, „Mighty Fine Blues“), Shrek („My Beloved Monster“), Shrek 2 („I Need Some Sleep“), Shrek Třetí („Royal Pain“ a „Losing Streak“) a Shrekoleda („The Stars Shine in the Sky Tonight“).
V roce 2017 vydal autobiografii Things the Grandchildren Should Know.
Zahrál si malou roli ve filmech Pořádné pecky Billa a Teda a Ant-Man a Wasp: Quantumania.

## Osobní život
Jeho sestra Elizabeth v roce 1996 spáchala sebevraždu. O dva roky později zemřela jeho matka Nancy Everettová na rakovinu plic.
V roce 2000 se oženil s Natalií Kovalovou, ale jejich manželství bylo za několik let rozvedeno. Později si vzal Skotku, se kterou měl syna Archieho.
Everettova sestřenice Jennifer byla letuškou, která zahynula během letu American Airlines 77, který narazil do Pentagonu při útocích z 11. září 2001. Letadlo narazilo do části, kde léta předtím pracoval Hugh Everett, otec Marka Olivera Everetta.
Markův otec Hugh Everett byl americký uznávaný fyzik.

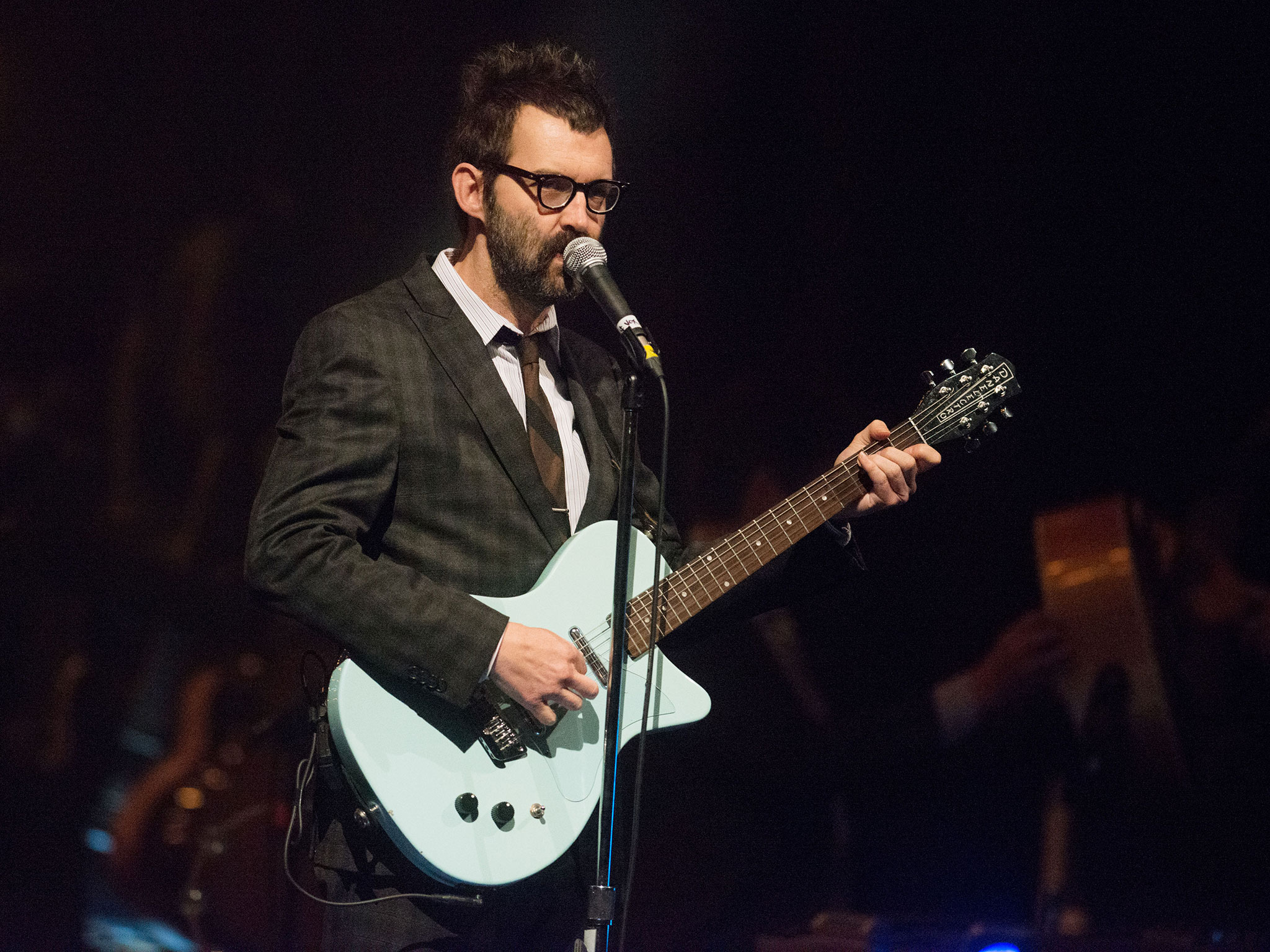
Mark Oliver Everett v roce 2016

Everett se označil za agnostika.

## Diskografie

### E
- A Man Called E (1992)
- Broken Toy Shop (1993)

### Eels
- Beautiful Freak (1996)
- Electro-Shock Blues (1998)
- Daisies of the Galaxy (2000)
- Souljacker (2001)
- Shootenanny! (2003)
- Blinking Lights and Other Revelations (2005)
- Hombre Lobo (2009)
- End Times (2010)
- Tomorrow Morning (2010)
- Wonderful, Glorious (2013)
- The Cautionary Tales of Mark Oliver Everett (2014)
- The Deconstruction (2018)
- Earth to Dora (2020)
- Extreme Witchcraft (2022)
- Eels Time! (2024)